# Criquetot-sur-Longueville
Criquetot-sur-Longueville è un comune francese di 184 abitanti situato nel dipartimento della Senna Marittima nella regione della Normandia.

## Società

### Evoluzione demografica
Abitanti censiti